# Mosselbank (Vrasene)
Mosselbank is een gehucht in Vrasene, een deelgemeente van Beveren-Kruibeke-Zwijndrecht in de Belgische provincie Oost-Vlaanderen. Het ligt een kilometer ten oosten van het dorpscentrum van Vrasene, waarmee het door lintbebouwing is verbonden. Ten noorden en oosten van Mosselbank loopt de Beverse Beek, die er de grens tussen Vrasene en deelgemeente Beveren-centrum vormt.
Het gehucht ligt rond de gelijknamige straat Mosselbank, rond het kruispunt met de Brandstraat en de straat Nerenhoek richting het gehuchtje Nerenhoek, net ten noorden op grondgebied van deelgemeente Beveren zelf. De straat Mosselbank loopt in het westen naar het centrum van Vrasene en in het oosten via het gehucht Zillebeek naar Beveren.

## Geschiedenis
Op de Ferrariskaart uit de jaren 1770 is hier verspreide landelijke bebouwing te zien. Langs de weg tussen Mosselbank en Vrasene is een windmolen weergegeven, gebouwd in 1616. De Atlas der Buurtwegen uit 1841 vermeldt het gehucht Mosselbank. Deze kaart toont eveneens de windmolen en toont ook net ten noorden van Mosselbank op het grondgebied van Beveren het toen nog omvangrijke gehucht Nerenhoek. Eenzelfde situatie is te zien op de Vandermaelenkaart uit het midden van de 19de eeuw, met ook vermelding van de naam Mosselbank Molen.
In 1861 werd naast de windmolen ook een mechanische stoommaalderij opgetrokken. Later kwam aan de andere kant van de weg een hoeve met een rosmolen.
Tijdens de Eerste Wereldoorlog lag Vrasene in Duitse etappengebied, het gebied tussen front en binnenland, dat de legers bevoorraadde. Het gebied lag in de uiterste versterkingsgordel rond Antwerpen. In augustus en september 1914 groef het Belgisch leger hier een stelsel van loopgraven, en werden in Mosselbank en het nabij Nerenhoek verschillende huizen en boerderijen gesloopt.
In 1953 werd de houten Mosselbankmolen gesloopt. De hoeve aan de overkant van de weg werd begin 21ste eeuw gesloopt, maar het gebouwtje van de rosmolen bleef bewaard.

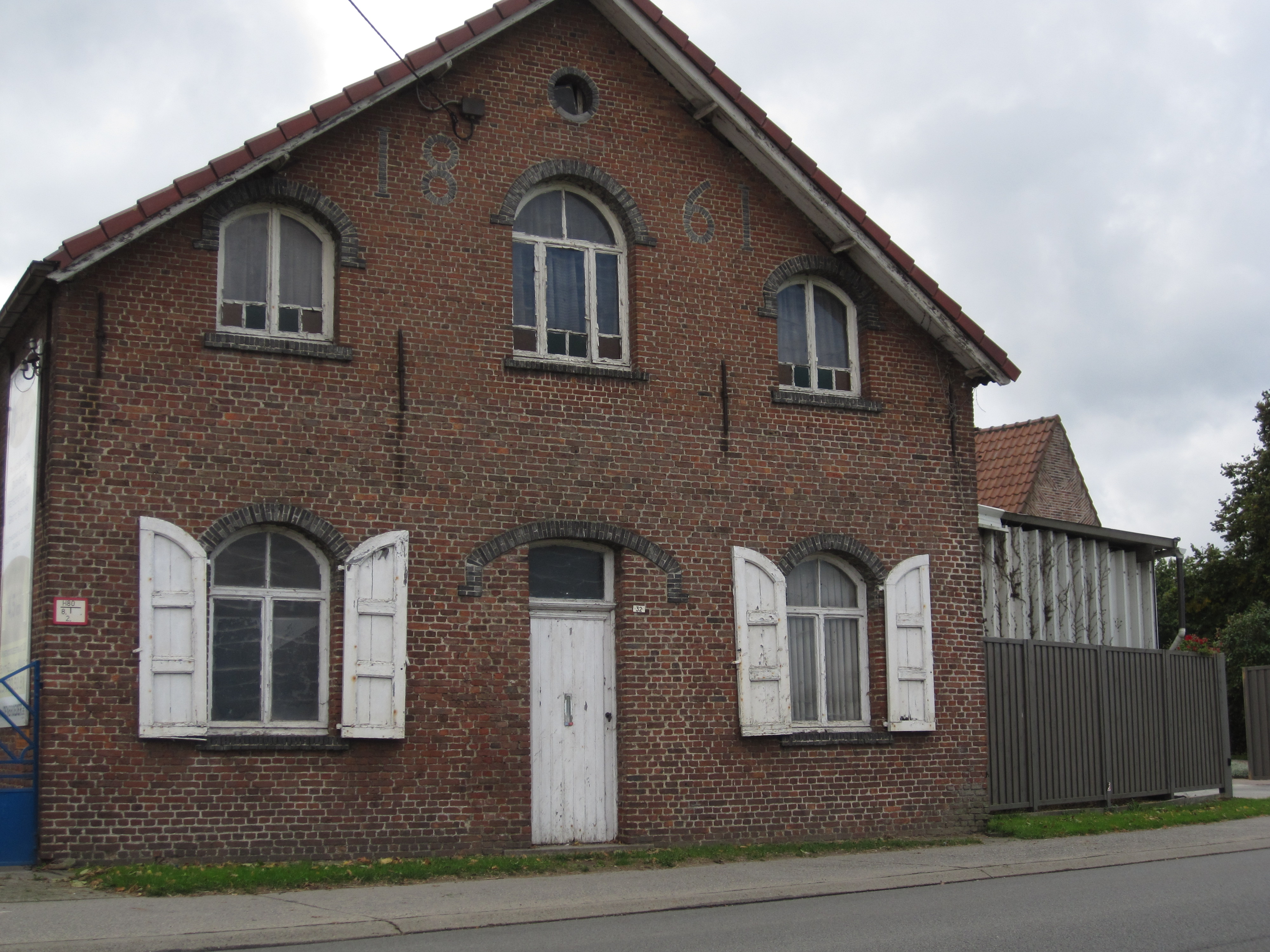
Voormalige maalderij Vael

Deelgemeenten: Bazel · Beveren · Burcht · Doel · Haasdonk · Kallo · Kieldrecht · Kruibeke · Melsele · Rupelmonde · Verrebroek · Vrasene · Zwijndrecht

Overige dorpen en gehuchten: Beestenhoek · Bloempot · De Bank · Doorn · Es · Gaverland ·  Geslecht · Groot Laar · Halve Maan · Hoogeinde · Hoogstraat · Kalishoek (Doel) · Kalishoek (Melsele) · Kemphoek · Klein Laar · Melseledijk· Mosselbank (Haasdonk) · Mosselbank (Vrasene) · Nieuwe Parochie · Ouden Doel · Oudendijk · Ponjaard · Prosperpolder · Puiput · Rapenberg · Rapenburg · Saftingen · Sint-Antoniushoek · Smoutpot · Stenen Kruis · Tijskenshoek · Vendoorn · Verrebroekse Blikken · Vijfstraten · Vliegenstal · Voshoek · Westakkers · Wilden Haan · Zillebeek · Zwaantje

Belgische gemeenten · Arrondissement Sint-Niklaas · Oost-Vlaanderen · Vlaanderen